# 루거 미니-14
미니-14(Mini-14)는 스텀 루거사의 반자동 카빈이다. 베트남전에서 사용했던 M14 소총을 카빈으로 짧게 개조했다. .223 레밍턴 탄 혹은 5.56 x 45 mm NATO 탄을 사용할 수 있다. 변형으로는 미니-14 GB, AS-556 등이 있다.

## 비교
소총은 보병용으로 길게 제작된 라이플과 기마병용으로 짧게 제작된 카빈이 있다. 보통, 소총이라고 하면 라이플을 말한다.
미군은 M1 라이플과 M1 카빈을 사용했다. 제2차 세계대전과 한국전쟁 등에서 사용되었다. M1을 발전시킨 것이 M14 라이플인데, 베트남전에 사용되었다. 루거 미니-14는 루거사가 M14 라이플을 짧게 개조하여 M14 카빈으로 시장에 내놓은 제품이다. M14 이후에, 미군은 M16 라이플을 제식무기로 사용했고, 2011년 기준으로 미국 육군은 M16 카빈이라고 할 수 있는 M4 카빈을 제식무기로 사용하고 있다.
- M14 라이플 - M14 카빈(미니-14) : 베트남전
- M16 라이플 - M16 카빈(M4 카빈, 미군 제식무기) : 2011년 기준

미니-14는 M14 카빈에 해당하는, 반자동 카빈으로, M14와 모양 사용법이 거의 동일하다. 대한민국의 예비군이 사용하는 M1 카빈(반자동 카빈)역시 M1의 변형으로 그 모양, 사용방법 등이 유사하다.

## 대중 문화
- 게임
  - 배틀그라운드와 배틀그라운드 모바일, 배틀그라운드: 뉴스테이트에서 미니-14라는 이름으로 등장한다.

## 2011년 노르웨이 테러
2011년 노르웨이 테러에서, 아네르스 베링 브레이비크는 루거 미니-14, 글록 권총, ANFO 폭탄을 사용했다고 알려져 있다.